# Ulises Hermosa
Ulises Hermosa (Villa Capinota, Bolivia, 22 de febrero de 1954 - Houston, 3 de abril de 1992), fue un cantante y músico boliviano. Era hermano de los cantantes Elmer Hermosa y Gonzalo Hermosa formó parte de la agrupación folclórica Los Kjarkas, del que fue el compositor de los temas más aclamados y famosos. Junto con su hermano Gonzalo fue el creador del tema «Llorando se fue», que se hizo mundialmente famoso en 1989 cuando fue adaptado (sin autorización y sin pagar derechos) a ritmo de lambada por el grupo franco-brasileño Kaoma.

## Biografía
Ulises Hermosa nació en Villa Capinota, departamento de Cochabamba, Bolivia, el 22 de febrero de 1954. Junto a su hermana Margarita, fue el penúltimo de 8 hermanos, hijo de Florecio Hermosa Pareja y Elvira González Espinoza, integró Los Kjarkas desde los 14 años y se convirtió en el mentor de la nueva generación del grupo.
Su hermano mayor Gonzalo dijo de él: 

Ulises fue el hombre que nos llevó hasta donde nunca habíamos soñado porque a pesar de ser tímido, era agresivo cuando se trataba de alcanzar metas, siempre soñó con llevar su música más allá de las fronteras y lo logró.

Ulises nunca tomó clases para aprender a tocar ningún instrumento, al ver que su hermano menor Elmer cantaba, él tomó la guitarra para acompañarlo. Esa época solo tenía trece años, y Elmer diez años.

## Carrera
Al principio le gustaba tocar la guitarra, pero después despertó su pasión por los instrumentos de viento, casi simultáneamente le nació el deseo de componer y escribir, eso fue algo que nació con él, ya desde muy pequeño inventaba cuentos con personajes ficticios que relataba a sus amigos de infancia. Su esposa Edith Fernández recuerda que a Ulises, desde niño, le apasionaba escribir y relacionar las cosas con la naturaleza. Cuando le entregaba alguna carta le pedía que lo disculpara por ser tan cursi, porque no podía evitar comparar su amor, con las montañas, el viento y los árboles. Era siempre sensible y romántico.
Gastón Guardia cuenta que Ulises era un compositor incansable, siempre estaba con su guitarra buscando alguna melodía nueva. La primera canción que compuso fue "Tatalitu" ('Dios chiquito'). Eso fue a sus diecisiete años.
Así fue el inicio de una carrera, que no solo consolidó a Ulises Hermosa como uno de los folcloristas más grandes del país y del continente, sino que convirtió a Los Kjarkas en el grupo más representativo de la música boliviana en el mundo.

## Muerte
Ulises Hermosa, tras una operación quirúrgica asociada a la leucemia, fallece a los 38 años de edad el 3 de abril de 1992, en Houston, EE. UU., donde había viajado para recibir tratamiento médico, antes de morir terminó de componer la canción “El árbol de mi destino”, una de sus composiciones de mayor fuerza y sentimiento.
Su entierro es reconocido como uno de los más grandes de Bolivia. Él fue velado en el Teatro Adela Zamudio por tres días, y la multitud de gente que lo acompañó a su entierro fue histórica.
Su muerte fue repentina e inesperada. Sin embargo, sigue siendo uno de los grandes músicos bolivianos. 